# فثالوسيانين
فثالوسيانين (H2Pc) هو مركب عضوي عطري حلقي ضخم له الصيغة (C8H4N2)4H2. يتكون من أربع وحدات إيزوإندول مرتبطة بحلقة من ذرات النيتروجين.